# Morosowka (Kaliningrad, Selenogradsk)
Morosowka (Морозовка, deutsch Ober Alkehnen und Unter Alkehnen) war ein vor 1945 aus zwei Ortschaften bestehender Ort in der russischen Oblast Kaliningrad (Gebiet Königsberg (Preußen)) im heutigen Rajon Selenogradsk (Stadtkreis Cranz).

## Geographische Lage
Die Ortsstelle von Morosowka liegt im mittleren Samland im Westen der Oblast Kaliningrad, elf Kilometer nordwestlich der Stadt Kaliningrad (deutsch Königsberg (Preußen)).

## Geschichte

### Bis 1945

#### Ober Alkehnen
Im Jahre 1312 wurde Alkann gegründet. Der Gutsort hieß um 1525 Alkein, um 1539 Alkaym, um 1540 Alkaymen und nach 1542 Alkayne, nach 1785 als Teil Oberalkehnen, nach 1871 bis 1950 Ober Alkehnen.
Der Gutsbezirk Ober Alkehnen wurde 1874 in den neu errichteten Amtsbezirk Goldschmiede im ostpreußischen Kreis Fischhausen (1939 bis 1945: Kreis Samland) aufgenommen. Im Jahre 1910 zählte Ober Alkehnen 92 Einwohner.
Am 30. September 1928 verlor Ober Alkehnen seine Eigenständigkeit, als es sich mit den Nachbargutsbezirken Dammhof, Fuchsberg (russisch Cholmogorowka), Gallhöfen, Goldschmiede (russisch Dimitrowo), Prowehren und Strittkeim (russisch Tschkalowsk) zur neuen Landgemeinde Goldschmiede zusammenschloss.
Mit dem gesamten nördlichen Ostpreußen kam Ober Alkehnen 1945 zur Sowjetunion.

#### Unter Alkehnen
Das Jahr 1312 gilt auch als Gründungsjahr für Unter Alkehnen, das unter denselben historischen Bezeichnungen mit Ober Alkehnen einen Ort bildete. Als Vorwerk war es dann vor 1785 in den Gutsbezirk Goldschmiede im Kreis Fischhausen (1939 bis 1945: Kreis Samland) integriert und gehörte ab 1928 bis 1945 als Wohnplatz zur Landgemeinde Goldschmiede.
Wie Ober Alkehnen wurde auch Unter Alkehnen 1945 mit dem nördlichen Ostpreußen an die Sowjetunion abgetreten.

### Seit 1945

#### Morosowka
Ober- und Unter Alkehnen erhielten 1950 den gemeinsamen Namen „Morosowka“. Bereits 1947 wurden sie zusammen in den Matrossowski selski Sowet (Dorfsowjet Matrossowo – Uggehnen) aufgenommen. Morosowka blieb diesem Dorfsowjet bis etwa 1975 zugeordnet, als es an den Ort Kusnezkoje (Backelfeld) angeschlossen wurde. Dann verliert sich seine Spur, Morosowka resp. Ober und Unter Alkehnen scheinen in dem Ort aufgegangen zu sein. Morosowka gilt heute als untergegangen.

## Religion
Bis 1945 gehörten Ober- und Unter Alkehnen mit überwiegend evangelischer Bevölkerung zur Dorfkirche in Wargen (russisch Kotelnikowo) in der Kirchenprovinz Ostpreußen der Kirche der Altpreußischen Union.

## Verkehr
Die Ortsstelle von Morosowka resp. Ober- und Unter Alkehnen liegt an der Regionalstraße 27A-032 (frühere deutscher Reichsstraße 143), die von Kaliningrad (Königsberg (Preußen)) über Cholmogorowka (Fuchsberg) nach Pereslawskoje (Drugehnen) und Gorkowskoje (Watzum) bis nach Swetlogorsk (Rauschen) führt.